# Руденко, Юрий Николаевич
Юрий Николаевич Руденко (30 августа 1931 — 7 ноября 1994) — электроэнергетик, доктор технических наук, профессор, академик АН СССР и РАН.

## Биография
Родился в 1931 году в Макеевке Сталинского округа УССР. Родители — Борис Владимирович Конокотин, учитель средней школы по военной подготовке, и Элеонора Леонидовна Добронравная, учитель музыки той же школы, состояли в гражданском браке.
Когда мальчику не было ещё и двух лет, и его мать вышла замуж за Николая Михайловича Руденко, который усыновил Юру. После ареста родителей в 1937 году (мать освободили в 1945) рос с бабушкой и дедушкой в Феодосии. Первый класс прошёл самостоятельно, вне школы, под руководством дедушки. Проучившись в школе второй и третий классы, он снова перешёл на самообразование, так как началась война. Бабушка умерла в 1944 году, и поэтому после освобождения Крыма он переехал к родственникам в город Новотроицк Чкаловской области. В Новотроицке начал учиться сразу в шестом классе, успешно пройдя собеседование за четвёртый и пятый.
В 1946 году, окончив семилетку, поступил в местный филиал Орского индустриального техникума, который окончил в 1950 году по специальности «Электрооборудование промышленных предприятий». До 1956 проработал в электроцехе Орско-Халиловского металлургического комбината, одновременно с 1950 года учился в Ленинградском заочном индустриальном институте, который окончил в 1955 по специальности «Электрические станции, сети и системы». В 1960 году окончил аспирантуру Ленинградского политехнического института им. М. И. Калинина, защитив кандидатскую диссертацию.
С мая 1960 года Юрий Руденко начал работать в Объединённом диспетчерском управлении энергосистемы Западной Сибири в Кемерово. В декабре 1963 он был переведён в Иркутск, в Сибирский энергетический институт СО АН СССР. Там он заведовал лабораторией электроэнергетики и энергетических систем, с мая 1965 был заместителем директора, в 1973—1988 — директором института. В 1972 году защитил докторскую диссертацию. В 1973—1988 годах был членом Президиума Иркутского научного центра СО АН СССР, координатором научной программы СО АН СССР «Топливно-энергетический комплекс Сибири». В 1976 избран членом-корреспондентом АН СССР по Отделению физико-технических проблем энергетики, а в 1987 году — академиком по тому же отделению.
В июне 1988 года Ю. Н. Руденко был избран академиком-секретарём Отделения физико-технических проблем энергетики АН СССР, и переехал в Москву. После распада СССР Ю. Н. Руденко в начале 1990-х годов предпринял активные усилия по налаживанию конструктивных контактов ОФТПЭ РАН с Минтопэнерго РФ, РАО «ЕЭС России», РАО «Газпром», Советом безопасности РФ, Международной топливно-энергетической ассоциацией, по расширению международных связей.
В 1992 году подписал «Предупреждение человечеству».
Скончался в 1994 году от обширного инфаркта. Похоронен на Кунцевском кладбище.

## Награды и премии
- Орден Октябрьской революции (1975)
- Орден Дружбы народов (1981)
- Орден Трудового Красного знамени (1985)
- Государственная премия СССР (1986)
- Премия РАН имени Г. М. Кржижановского (1994)

## Избранные труды
- Надёжность и резервирование в электроэнергетических системах. Методы исследования. — Новосибирск, 1974. (в соавт.)
- Надёжность и эффективность функционирования больших транснациональных ЭЭС: Методы анализа: Европейское измерение. — Новосибирск, 1996. (в соавт.).
- Надёжность систем энергетики и их оборудования. — М., 1994. — Т. 1. (в соавт.)
- Надёжность систем энергетики. — М., 1989. (в соавт.)
- Теоретические основы системных исследований в энергетике. — М., 1986.
- Управление мощными энергообъединениями. — М., 1984.